# John Ngugi
John Ngugi Kamau (Kigumo, Murang'a County, 10 mei 1962) is een voormalige Keniaanse atleet en olympisch kampioen op de 5000 m in 1988. In 1985 won hij de 1500 m op de Oost- en Centraal-Afrikaanse kampioenschappen.

## Biografie
Zijn eerste grote internationale successen behaalde Ngugi op de wereldkampioenschappen veldlopen, dat hij vier achtereenvolgende malen won tussen 1986 en 1989. Een prestatie die alleen door Paul Tergat en Kenenisa Bekele is overtroffen.
Ngugi ontwikkelde zich als 5000-meterloper en won de voorronde op de wereldkampioenschappen van 1987 in Rome. In de finale nam Ngugi na 2 km de leiding, maar werd in de slotfase voorbij gespurt en behaalde een teleurstellende twaalfde plaats. Hij won de 5000 m op de Afrikaanse Spelen 1987, die in Kenia plaatsvonden.
Op de Olympische Spelen van 1988 in Seoel kwam Ngugi uit op de 5000 m. Met 13.47,93 (kwalificatieronde) en 13.24,43 (halve finale) dwong hij een plek in de finale af. Daar nam Ngugi de leiding en had hij de laatste km een voorsprong van 50 m. Alhoewel toen de sprint begon zijn voorsprong verminderde, won hij uiteindelijk de wedstrijd, met 30 meter verschil in 13.11,70. Op de Gemenebestspelen van 1990 in Auckland probeerde Ngugi zijn tactiek die hij gebruikte op de Olympische Spelen, te herhalen. Hij verloor echter met slechts 0,08 seconde van de Australiër Andrew Lloyd.
In 1992 werd Ngugi voor de vijfde maal wereldkampioen veldlopen. Dit was zijn laatste grote internationale kampioenschap, voordat hij stopte met zijn sportcarrière.
In 1993 weigerde Ngugi mee te werken aan een out-of-competition dopingtest en werd voor vier jaar geschorst. Op 22 mei 1995 besloot de IAAF deze schorsing op te heffen. Een woordvoerder van de IAAF verklaarde: "Ngugi heeft genoeg geleden. [...] Hij was destijds niet op de hoogte van de omstandigheden waaronder vliegende controles plaats hadden. Daarom hebben wij besloten hem clementie te verlenen.”

## Titels
- Olympisch kampioen 5000 m - 1988
- Wereldkampioen veldlopen (lange afstand) - 1986, 1987, 1988, 1989, 1992
- Oost- en Centraal-Afrikaans kampioen 1500 m - 1985
- Oost- en Centraal-Afrikaans kampioen 5000 m - 1986
- Afrikaans kampioen 5000 m - 1989
- Keniaans kampioen 5000 m - 1987, 1988
- Keniaans kampioen veldlopen - 1986

## Persoonlijke records
| Onderdeel | Prestatie | Datum             | Plaats    |
| --------- | --------- | ----------------- | --------- |
| 3000 m    | 7.54,17   | 7 juli 1989       | Edinburgh |
| 5000 m    | 13.11,14  | 10 augustus 1990  | Brussel   |
| 10.000 m  | 27.11,62  | 13 september 1991 | Brussel   |
| 10 km     | 27.29     | 2 april 1988      | Bali      |

## Palmares

### 1500 m
- 1985:  Oost- en Centraal-Afrikaanse kamp. - 3.37,02
- 1986: 4e Meeting Internazionale Città di Caorle - 7.49,35
- 1990:  Welsh Games in Wrexham - 7.50,65

### 3000 m
- 1992:  Nacht van de Atletiek - 7.41,5

### 5000 m
- 1986:  Oost- en Centraal-Afrikaanse kamp. - 13.59,6A
- 1987:  Afrikaanse Spelen - 13.31,87
- 1988:  Bislett Games - 13.17,95
- 1988:  OS - 13.11,70
- 1989:  Afrikaanse kamp. in Lagos - 13.22,07
- 1990:  Gemenebestspelen - 13.24,94
- 1992:  Weltklasse Zürich - 13.13,29

### 10.000 m
- 1988:  BNP de Paris in Villeneuve d'Ascq - 27.51,35
- 1989:  Memorial van Damme - 27.28,07
- 1990:  Goodwill Games - 27.42,95
- 1990:  International Leichtathletik Abendsportfest in Koblenz - 27.19,15
- 1991:  Memorial Van Damme - 27.11,62

### 10 km
- 1988:  Bali - 27.29
- 1990: 5e Bob Hasan Paradise Run in Borobudur - 28.15
- 1991:  St Patrick's Road Race in Kopenhagen - 28.30
- 1992:  Bob Hasan in Borobudur - 27.54

### 15 km
- 1996: 24e Zevenheuvelenloop - 45.46

### halve marathon
- 1989:  halve marathon van Milaan - 1:01.24
- 1990:  halve marathon van Milaan - 1:01.45

### marathon
- 1997: 13e marathon van Barcelona - 2:23.57

### overige afstanden
- 1991:  4 Mijl van Groningen - 18.10
- 1992: 9e Great South Run - 48.34

### veldlopen
- 1986:  Keniaanse kamp. in Kabarak - 43.22,3
- 1986:  WK in Colombier - 35.32,9
- 1987:  WK in Warschau - 36.07
- 1988:  Keniaanse kamp. in Nairobi - 35.49
- 1988:  WK in Auckland - 34.32
- 1989: 7e Keniaanse kamp. in Nairobi - 36.12
- 1989:  WK in Stavanger - 39.42
- 1990: 20e WK in Aix-les-Bains - 35.14
- 1991:  WK in Belfast - 24.53
- 1992:  WK in Boston - 37.05

1912: Hannes Kolehmainen ·
1920: Joseph Guillemot ·
1924: Paavo Nurmi ·
1928: Ville Ritola ·
1932: Lauri Lehtinen ·
1936: Gunnar Höckert ·
1948: Gaston Reiff ·
1952: Emil Zátopek ·
1956: Vladimir Koets ·
1960: Murray Halberg ·
1964: Bob Schul ·
1968: Mohammed Gammoudi ·
1972: Lasse Virén ·
1976: Lasse Virén ·
1980: Miruts Yifter ·
1984: Saïd Aouita ·
1988: John Ngugi ·
1992: Dieter Baumann ·
1996: Vénuste Niyongabo ·
2000: Millon Wolde ·
2004: Hicham El Guerrouj ·
2008: Kenenisa Bekele ·
2012: Mo Farah ·
2016: Mo Farah ·
2020: Joshua Cheptegei ·
2024: Jakob Ingebrigtsen